# Barão de São José

Armas do primeiro barão de São José, as mesmas das famílias Monsanto, Lima e Silva.

Barão de São José é um título nobiliárquico criado por D. Pedro II do Brasil por carta de 27 de outubro de 1867, em favor a José Gomes de Oliveira Lima.
Titulares
1. José Gomes de Oliveira Lima (1793-1872);
2. José Inácio da Silva Pinto (?-1886).